# Ulica Wyzwolenia w Lublinie
Ulica Wyzwolenia – jedna z głównych ulic Lublina, o długości 2,2 km. Niemal w całości przebiega przez dzielnicę Kośminek.

## Przebieg
Ulica przebiega z północy na południe. Rozpoczyna się od skrzyżowania tej ulicy z ulicą Długą i Wilczą i od tego miejsca biegnie w kierunku południowo-wschodnim, aby za chwilę skręcić w kierunek niemalże południkowy. 0,4 km później krzyżuje się z ulicą Adama Mickiewicza i znów skręca lekko na południowy wschód. 600 m dalej wpada do niej ulica Skrzynicka, a za 100 m łączy się z ul. Edwarda Raczyńskiego. Potem krzyżuje się z ulicami Grunwaldzką i Józefa Hallera, a następnie z ulicami Obrońców Lublina i Tadeusza Piskora. Następnie z prawej strony odchodzi od niej ul. Władysława Cholewy, a niedługo potem ul. gen. Stefana Roweckiego. Później z lewej strony odchodzi od niej ul. Szklarniana, a za 50 m wpada do ul. Głuskiej.

## Okolice
Ulica znajduje się w odległości ok. 3 km od centrum miasta. Przy ulicy ulokowana jest zabudowa zwarta, miejscami lekko rozproszona. W bezpośredniej bliskości znajduje się Szkoła Podstawowa nr 2 im. Jana Kochanowskiego, ogródki działkowe Maki, a także Państwowe Muzeum na Majdanku oraz Szpital Neuropsychiatryczny im. profesora Mieczysława Kaczyńskiego. 

## Komunikacja miejska
Ulica jest objęta siecią Miejskiego Przedsiębiorstwa Komunikacyjnego w Lublinie.
Ulicą kursują linie: 
- nr 3 na całej długości
- nr 16 i 50 od ul. Długiej do ul. Mickiewicza

Przy ulicy znajdują się 4 pary przystanków autobusowych:
- Hubalczyków
- Skrzynicka
- Grunwaldzka
- Szklarniana (przystanek w stronę Głuska znajduje się przy ul. Głuskiej)